# Miloš Vavruška
Miloš Vavruška (* 25. August 1924 in Kutná Hora; † 20. April 2003 in Prag) war ein tschechoslowakischer Schauspieler.

## Leben
Milos Vavruška debütierte im Jahr 1947 in dem Filmdrama Vorahnung unter der Regie von Otakar Vávra. Bis zum Jahr 1991 trat er in mehr als 100 tschechischen Film- und Fernsehproduktionen auf, wobei er in Nebenrollen zumeist Bedienstete oder Polizisten verkörperte. Er spielte in zahlreichen bekannten Märchenfilmen mit, wie beispielsweise in Drei Haselnüsse für Aschenbrödel, wo er den Anführer der Jäger verkörperte. Vavruška starb am 20. April 2003 im Alter von 78 Jahren in Prag.

## Filmografie (Auswahl)
- 1947: Vorahnung (Předtucha)
- 1949: Muzikant
- 1950: Es war im Mai (Bylo to v máji)
- 1953: Geheimnis des Blutes (Tajemství krve)
- 1953: Die Spur führt zum Hafen (Severní přístav)
- 1954: Es geschah im Nürnberg-Express (Expres z Norimberka)
- 1954: Die Schwestern (Frona)
- 1957: Jan Zizka
- 1957: Der Fall ist noch nicht abgeschlossen (Případ ještě nekončí)
- 1958: Der Tod im Sattel (Smrt v sedle)
- 1960: Gevatter Tod (Dařbuján a Pandrhola)
- 1963: Seine Majestät, Kollege König (Král Králů)
- 1964: Einstein kontra Babinský
- 1964: Limonaden-Joe (Limonádový Joe aneb Koňská opera)
- 1965: 10 Uhr 30 – Attentat (Atentát)
- 1966: Verbrechen in der Mädchenschule (Zločin v dívčí škole)
- 1967: Das Ende des Geheimagenten W4C mit Hilfe des Hundes von Herrn Foustka  (Konec agenta W4C prostřednictvím psa pana Foustky)
- 1968: Streng geheime Premieren (Přísně tajné premiéry)
- 1968: Auf dem Kriegswagen des Feldherrn Zizka (Na Žižkově válečném voze)
- 1969: Majestäten und Kavaliere (Slasti Otce vlasti)
- 1971: Die Hochzeiten des Herrn Peter Vok (Svatby pana Voka)
- 1971: Der Schlüssel (Klíč)
- 1973: Drei Haselnüsse für Aschenbrödel (Tři oříšky pro Popelku)
- 1973: Wie soll man Dr. Mráček ertränken? oder Das Ende der Wassermänner in Böhmen (Jak utopit dr. Mráčka aneb Konec vodníků v Čechách)
- 1976: Odysseus und die Sterne (Odysseus a hvězdy)
- 1978: Wie man Dornröschen wachküßt (Jak se budí princezny)
- 1979: Prinz und Abendstern (Princ a Večernice)
- 1991: Das Schicksal des Freiherrn von Leisenbohg (L'amour maudit de Leisenbohg)